# قصعين مثلث
قصعين مثلث (الاسم العلمي: Salvia triangularis) هو نوع نباتي يتبع جنس القصعين من فصيلة الشفوية.